# Lavigerie (Cantal)
Lavigerie település Franciaországban, Cantal megyében. Lakosainak száma 113 fő (2022. január 1.). Lavigerie Le Claux, Dienne, Laveissière és Mandailles-Saint-Julien községekkel határos.

## Népesség
A település népességének változása:
| Lakosok száma | 231  | 147  | 121  | 102  | 103  | 103  | 107  | 107  | 108  | 113  |
|               | 1968 | 1982 | 1990 | 2006 | 2013 | 2015 | 2017 | 2019 | 2020 | 2022 |